# 萨达·雅各布森
萨达·雅各布森（Sada Jacobson，1983年2月14日—），生於佐治亚州邓伍迪，是一名美国女子击剑运动员，主攻佩剑。在2004年雅典奧運中，獲得個人佩劍銅牌，在2008年北京奧運中，獲得個人佩劍銀牌及團體佩劍銅牌。